# سیما (کالیفرنیا)
سیما (به انگلیسی: Cima) یک منطقهٔ مسکونی در ایالات متحده آمریکا است که در شهرستان سن برناردینو، کالیفرنیا واقع شده‌است. سیما ۲۱ نفر جمعیت دارد و ۱٬۲۷۲٫۵۶ متر بالاتر از سطح دریا واقع شده‌است.